# Отрепьев, Павел Павлович
Павел Павлович Отрепьев (3 октября 1986) — киргизский футболист, защитник. Выступал за сборную Кыргызстана.

## Биография

### Клубная карьера
На юношеском уровне выступал за команду «Полёт» (Бишкек).
Во взрослых соревнованиях дебютировал в 2003 году в составе «Абдыш-Аты» в высшей лиге Кыргызстана. За «Абдыш-Ату» играл пять сезонов, становился серебряным призёром чемпионата страны (2006, 2007), а в 2007 году стал обладателем Кубка Кыргызстана.
В 2010 году присоединился к возрождённой команде «Алга», в её составе становился серебряным (2012) и бронзовым (2014) призёром чемпионата Кыргызстана, финалистом национального Кубка (2012). В 2015 году завершил профессиональную карьеру и перешёл во второй состав клуба.
Имеет тренерскую лицензию «С» (2016).

### Карьера в сборной
В национальной сборной Кыргызстана сыграл единственный матч 9 марта 2007 года на турнире «Кубок Алма-ТВ» против сборной Узбекистана (0:6), заменив на 71-й минуте Валерия Березовского.